# Harald Ulrik Sverdrup
Harald Ulrik Sverdrup (Sogndal, 1888. november 15. – Oslo, 1957. augusztus 21.) norvég meteorológus és tengerkutató. Az óceánok fizikáját, kémiáját és biológiáját kutatta, a modern fizikai oceanográfia „alapító atyja”.
Sverdrup magyarázattal szolgált az egyenlítői ellenáramlatok működésére és segített módszert kidolgozni a hullámzás előrejelzésére és hullámtörők létrehozására.
Az óceánokban áramló víz mennyiségét az oceanográfia kutatói róla nevezték el sverdrupnak.
1 sverdrup (Sv) = 1 millió köbméter víz áramlása másodpercenként
Az Amerikai Meteorológiai Társaság (American Meteorological Society) az Arany Sverdrup Díjat adományozta számára, kiemelkedő hozzájárulása elismeréseként az óceánok és a légkör kölcsönhatásának tudományos megismerése tárgyában.

## Élete
Harald Ulrik Sverdrup 1888. november 15-én született Sogndal-ban (Sogn, Norvégia), egy régi és tiszteletben álló családba, ahol egyetemi professzorok, ügyvédek, politikusok és református lelkészek voltak. Apja, Johan Sverdrup tanító volt, és a családi hagyományt követve református lelkész lett a norvég állami egyházban. 1894-ben apja Solund sziget (kb. 65 km-re északra Bergentől) kerületi lelkésze lett, ekkor Rennsöbe költöztek, Stavanger közelébe. 1908-ban Oslóban az egyház történészprofesszora lett.
Apja különféle munkái miatt Sverdrup gyermekkorát Norvégia nyugati részének különböző pontjain töltötte, ahol 14 éves koráig nevelőnők tanították. Ekkor Stavangerbe ment iskolába. Kamaszkorában konfliktust élt át természettudományos érdeklődése és családjának vallásos háttere között. Különösen nehéz volt összeegyeztetnie az evolúciót a vallásos hitével.

## Szakmai képzése
Mivel nem volt tudatában az egyetemi tanulmányok lehetőségének, középiskolai klasszikus tanterv szerint kezdett tanulni 1903-ban. Fő érdeklődési területe a csillagászat volt. A gimnáziumot kitüntetéssel végezte el, majd egy évet töltött Oslóban az egyetemi előzetes vizsgákra való felkészüléssel. Mivel a katonai szolgálat abban az időben kötelező volt, elhatározta, hogy ezt összeköti a tudományos képzéssel, ezért beiratkozott a Norvég Hadiakadémiára. Az elméleti tananyag a fizika és a matematika témáiból állt. Az akadémián kapott fizikai kiképzés különösen hasznosnak bizonyult számára a későbbi, hosszú északi-sarki expedíciók túlélésében.
Amikor egyetemre ment, a csillagászatot választotta főtantárgyának. 1911-ben asszisztensi állást ajánlanak neki Vilhelm Bjerknes professzor mellett, aki kiemelkedő norvég meteorológus volt, a „Bergen iskola” megalapítója, ami lehetővé tette számára, hogy bejusson az ország egyik legragyogóbb tudományos társaságába. A Bergen iskola éves támogatást élvezett, amit Bjerknes szinte az iskola megalapítása óta kapott a washingtoni Carnegie Intézettől (Carnegie Institution of Washington). Sverdrup kezdetben úgy tervezte, hogy a csillagászati kutatásait fogja folytatni, de egyre inkább érdekelni kezdte a meteorológia és az oceanográfia, ezért a fő tantárgyát is megváltoztatta. Amikor 1912-ben Bjerknes Németországba ment, hogy a Lipcsei Egyetemen dolgozzon, mint a Geofizikai Intézet professzora és igazgatója, Sverdrup követte őt, és 1913 januárjától 1917 augusztusáig Németországban maradt. Ezalatt folytatta szakdolgozatának kidolgozását is, amit az Oslói Egyetem számára készített. Innen 1917-ben megkapta doktorátusát az „észak-atlanti passzátszelek” témájában.

## Szakmai karrierje
1918 júliusában Sverdrup csatlakozott Roald Amundsen északi-sarki expedíciójához a Maud fedélzetén, mint vezető tudós. A tervezett út 3-4 évig tartott volna, a valóságban 7,5 évig tartott. Sverdrup egészen 1925. december 22-ig nem tért vissza Norvégiába. Lelkes volt az átélt élményektől és a legérdekesebb időszaknak nevezte az 1919 és 1920 között Szibériában töltött 8 hónapot, amikor a nomád rénszarvastenyésztő csukcsok között élt. Sverdrup hat hónapra megszakította az északi-sarki expedícióját 1921 és 1922 között, amikor lehetősége volt rá, hogy mint meteorológus a Carnegie Intézetben dolgozzon. Az expedíció során jobban megértette az tengeráramlatok alapvető fizikai folyamatait. Vitatkozott azzal a nézettel, hogy a Föld forgásának hatása, ami az óceánok dinamikájának alapvető oka, a sarkokon volna legjobban megfigyelhető. Norvégiába visszatérve feleségül vette Gudrun Bronn Vaumundot.
1926-ra Sverdrup megállapodott tudományos kutató volt. Ekkor felajánlották neki, hogy vezesse a Bergeni Meteorológiai Intézetet, ahol Bjerknes volt korábban az igazgató.
A Carnegie Intézet kétszer is állandó állás ajánlott neki, de a tudós ezeket elutasította és elfoglalta az állást Bergenben. Elkészítette a Maudon tapasztaltakról szóló tudományos jelentését. Közben a Carnegie Intézettel is együttműködött.
1931-ben a Wilkins-Ellsworth északi-sarki tengeralattjáró expedíció tudományos csapatát vezette. Ekkor is értékes tudományos információkat gyűjtött, annak ellenére, hogy az expedíció a fő célját, az Északi-sark elérését a Nautilus tengeralattjáróval, nem érte el.
1936-ban elfogadta a Scripps Oceanográfiai Intézet ajánlatát (La Jollában) a Kaliforniai Egyetemen, ahol majdnem 12 évig maradt. Itteni igazgatói ideje alatt kibővítette az intézetet és kutatási programmal látta el. Ezzel szorosabbá vált a kapcsolat a Scripps és a Los Angeles-i Kaliforniai Egyetem között.
A második világháború alatt Sverdrup bekapcsolódott az Amerikai Egyesült Államok háborús erőfeszítéseibe, bár közvetlenül nem dolgozott a Kaliforniai Egyetem háborús kutatásokra létrehozott részlegében. A hullámok előrejelzésének problémáján dolgozott, aminek ismerete egy katonai partraszálláshoz feltétlenül szükséges volt. Az áramlásokra és a hullámokra vonatkozó előrejelzési modelljeit felhasználta a hadsereg meteorológiai csoportja a Szövetséges erők inváziójánál.
Sverdrup a háború utáni időszak oceanográfiai és alkalmazott tudományos kutatásában központi szerepet játszott. Sok tudományos csoport munkájában vett részt, akik a kutatásokhoz történő hozzájárulásait egyre inkább elismerték. 1951-ben az Amerikai Geofizikai Unió William Bowie-érmet adományozott részére.
1945-ben beválasztották az Amerikai Tudományos Akadémia tagjai közé. Ugyanabban az évben csatlakozott az Amerikai Geofizikai Unió végrehajtó bizottságához, és annak oceanográfiai elnöke lett. 1946-ban A Fizikai Oceanográfia Nemzetközi Társaságának elnöke. Az 1946-os Csendes-óceáni Tudományos Konferencia „oceanográfia és meteorológia” szekciójában elnökölt.
1948-ban visszatért Norvégiába, ahol mint geofizika professzor dolgozott az Oslói Egyetemen, 1957. augusztus 21-i haláláig.